# Kinga Dybek
Kinga Dybek (ur. 16 grudnia 1994) – polska siatkarka, grająca na pozycji przyjmującej. 

## Sukcesy klubowe
Mistrzostwa Polski Młodziczek:
- 2010

Mistrzostwa Polski Juniorek:
- 2011
- 2013

Mistrzostwo I ligi:
- 2018
- 2017, 2020